# Stephen Jelley
Stephen Jelley (Leicester, 12 de Maio de 1982) é um automobilista Britânico que atualmente disputa a GP2 Asia Series.